# Боротьба за статус бенгальської мови

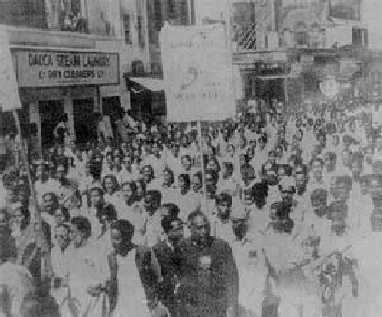
Демонстрація 21 лютого 1952 в Дацці

Рух за державний статус бенгальської мови (Bhasha Andolon) — політичний рух у Бангладеш (у той час — Східний Пакистан). Започаткував політичний процес, наслідком якого стали відокремлення Східного Пакистану від Пакистану і створення незалежної держави Бангладеш.
Держава Пакистан, яку було створено у 1947 році після припинення британського управління, складалася з двох частин — Західного Пакистану і Східного Пакистану. Ці частини суттєво відрізнялися за культурою та мовою: у Західному Пакистані використовувалася мова урду, а в Східному — бенгальська. Проте урду розмоляла невелика кількість людей. Навіть у 2017 році урді використовують всього 10% жителів Пакістану.
В 1948 році уряд Пакистану, в якому переважали носії урду, оголосив урду єдиною державною мовою на всій території Пакистану. Її обрали, бо вона раніше використовувалася як lingua franca мульсульман Індії. Це рішення викликало незадоволення більшості населення Східного Пакистану. Проте уряд Пакистану не лише не врахував вимог жителів східних провінцій, але навіть підсилив гніт: були заборонені демонстрації і виступи на підтримку бенгальської мови. Це рішення викликало протест студентів університету в Дацці. Під час придушення демонстрації студентів 21 лютого 1955 року було вбито декілька людей. Ці події призвели до масових протестів, які очолила Ліга мусульман Авамі (Awami Muslim League). Після декількох років протистояння, бенгальська мова здобула статус державної (1956). На згадку про ці події, за рішенням UNESCO, 21 лютого відзначається як Міжнародний день Рідної мови.

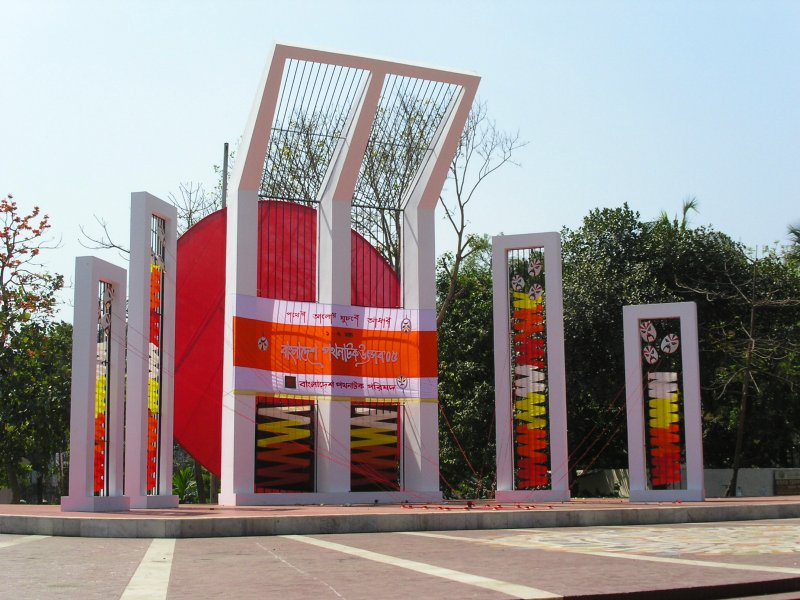
Пям'ятник жертвам, встановлений у Дацці

Цей день символізує право національних меншин на визнання своєї мови.
Рух за статус мови призвів до зростання самосвідомості бенгальського народу. Після національно-визвольної війни Східний Пакистан відокремився в самостійну державу Бангладеш (1971). 21 лютого в Бангладеш відзначається як національне свято — День Рідної Мови. На згадку про загиблих студентів в Дацці встановлено пам'ятник.